# Sección Francesa de la Internacional Obrera
La Sección Francesa de la Internacional Obrera (SFIO, en francés: Section française de l'Internationale ouvrière), más conocido por su abreviatura SFIO, fue el partido político de los socialistas franceses desde su fundación en 1905 hasta 1969. Su nombre señala su carácter de sección nacional de la Segunda Internacional (Internacional Obrera).

## Historia

### Unificación del socialismo francés (1901-1905)
La creación de la SFIO es el resultado de un proceso alentado por la Segunda Internacional e iniciado en 1901, de unificación de las diversas organizaciones y grupos socialistas en Francia. Finaliza en 1905, cuando el Partido Socialista Francés (Parti socialiste français) y el Partido Socialista de Francia (Parti socialiste de France) se fusionan en la SFIO. En la nueva formación confluyeron los principales líderes socialistas franceses del momento: Jules Guesde, Jean Jaurès, Édouard Vaillant y Paul Lafargue. Otros destacados dirigentes de la SFIO fueron Paul Faure, Léon Blum, Guy Mollet y Alain Savary.
En las primeras elecciones a las que concurrió, las legislativas de mayo de 1906, la SFIO obtuvo 51 escaños.

### La Primera Guerra Mundial (1914-1918)
Como la mayoría de los partidos socialistas europeos (socialpatriotas) integrados en la Segunda Internacional, la SFIO terminó adoptando una posición nacionalista de respaldo al gobierno francés burgués ante la guerra. 
Pese a unos primeros posicionamientos en clave pacifista e internacionalista (el manifiesto "À bas la guerre, vive la république sociale, vive le socialisme international", publicado el 14 de julio de 1914), el asesinato del internacionalista Jean Jaurès dio paso a un viraje nacionalista que se materializó en el respaldo parlamentario a los créditos de guerra (4 de agosto) y la posterior entrada en el gobierno de concentración nacional, o de Union sacrée (Unión sagrada). Tan sólo algunos sectores minoritarios del partido, aglutinados en torno a Jean Longuet y Fernand Loriot, mantuvieron su posición antibelicista.

### La crisis de las Internacionales: el Congreso de Tours (1920)
Tras la revolución rusa de 1917, en el Congreso de Tours se produce una división entre los partidarios de incorporarse a la Internacional Comunista y los contrarios a ella. La mayoría de los delegados (3252 votos sobre 4763) acepta las 21 condiciones y se transforma en la Sección Francesa de la Internacional Comunista (Section Française de l'Internationale Communiste, SFIC) futuro Partido Comunista Francés. Sin embargo, la minoría de los delegados y del grupo parlamentario rehúsan el voto y deciden mantenerse dentro de la Segunda Internacional reconstituida tras la Primera Guerra Mundial.

### La escisiónneosocialista(1929-1933)
Durante la crisis de entreguerras, durante el liderazgo de Léon Blum, la SFIO sufrió el conflicto y la posterior escisión de la fracción neosocialista. Esta corriente, liderada por Marcel Déat, Adrien Marquet, Paul Faure y Max Bonnafous, entre otros, se distinguió por la reivindicación de un nuevo socialismo de acción (neosocialismo) orientado hacia las clases medias emergentes tras la Primera Guerra Mundial, contrario a la socialización de los medios de producción y partidaria de una alianza con las élites capitalistas en pro de un programa de racionalización, planificación y modernización económica. Los neosocialistas, además, se distinguieron por la voluntad de participar en los gobiernos franceses, contra la voluntad de Léon Blum y los sectores mayoritarios de la SFIO de permanecer al margen. 
El enfrentamiento entre neosocialistas y la dirección socialista fue agravándose entre 1929, en que Marcel Déat publicó su obra Perspectives socialistes, y 1933, en que el XXX Congreso ordinario de la SFIO consagra rechaza las posiciones neosocialistas y expulsa a los miembros de la corriente, que fundan el efímero Partido Socialista de Francia - Unión Jean Jaurès (UJJ) en diciembre de 1933.

### El Frente Popular (1936-1938)
El estallido de la crisis internacional de los años treinta debilitó fuertemente las instituciones de la Tercera República francesa. El creciente descontento de las clases medias, la inestabilidad gubernamental y la incapacidad de la clase política para afrontar los problemas económicos y sociales favoreció un fuerte crecimiento de las fuerzas conservadoras, ultraderechistas y antiparlamentarias. Como respuesta a la amenaza reaccionaria contra la República, la SFIO (principal partido de la izquierda) y otras fuerzas progresistas (el partido radical-socialista, el PCF, entre otros, y diversos movimientos cívicos e intelectuales) formaron la coalición del Frente o Unión Popular (Front Populaire o Rassemblement Populaire, en francés), que se presentó y obtuvo la victoria en las elecciones de 1936, bajo el liderazgo del socialista Léon Blum.
El gobierno del Frente Popular desarrolló durante su mandato un programa basado en las reformas sociales (vacaciones pagadas, reducción de la jornada laboral a 40 horas semanales, subida de los salarios, reconocimiento sindical) y modernización de las costumbres (nombramiento de mujeres ministras). El agravamiento de la crisis económica y la tensión social, sin embargo, hizo finalmente caer el gobierno Blum en enero de 1937. El líder socialista aún lideraría un nuevo gobierno entre marzo y abril de 1938, que se vio abocado al fracaso tras la negativa del Senado a concederle plenos poderes.

### La Segunda Guerra Mundial (1940-1945)
Tras la capitulación francesa ante el nazismo en 1940, la Asamblea Nacional, mayoritariamente socialista, aprobó la cesión de poderes al 
mariscal Pétain que dio origen al 
régimen de Vichy. De los 90 electos de la SFIO, una amplia mayoría (54 diputados) liderada por Paul Faure aceptó el dictado alemán contra la posición de la dirección del partido y de Léon Blum. Aunque esta sumisión se justificó en nombre del pacifismo, algunos de los que la respaldaron evolucionaron hacia el colaboracionismo o la extrema derecha.
El sector de Blum, minoritario en el grupo parlamentario pero mayoritario en el partido, se reorganizó en el llamado Comité de Acción Socialista (CAS), nítidamente orientado hacia la resistencia contra el nazismo. En 1943 volvió a adoptar las siglas de la SFIO, participando activamente en la Resistencia liderada por el general
De Gaulle.

### Cuarta República (1946-1958)
Tras la guerra, el sistema político francés se reconstituyó en torno a dos grandes bloques: el gaullismo a la derecha y el PCF, a la izquierda. La SFIO, reconstituida sobre su fracción resistente, quedó relegada a un papel secundario dentro del conjunto de la izquierda, a diferencia de lo ocurrido en otros países de Europa. 
Pese a ello, la SFIO participó activamente en la elaboración de la Constitución de 1946 y en la construcción institucional de la Cuarta República. Ideológicamente, la nueva SFIO osciló entre la colaboración con el centro (1947), la competencia en radicalismo marxista con el PCF y un nuevo viraje hacia el centro que se concreta en el apoyo al golpe de mano gaullista y el respaldo la guerra colonialista de Argelia (1958). Este último viraje, y en particular la gestión de la 
guerra de Argelia llevada a cabo por el gobierno socialista de Guy Mollet, provoca la escisión del Partido Socialista Autónomo (PSA, Parti socialiste autonome) liderado por Edouard Dupreux y Vincent Auriol, por un lado, y la posterior creación del Partido Socialista Unificado (PSU, Parti socialiste unifié) integrado por el PSA y otros sectores escindidos de la SFIO, por otro.

### La SFIO en la Quinta República: crisis y refundación socialista (1958-1969)
Las sucesivas escisiones sumen a la SFIO en una grave crisis que pone en cuestión incluso su posición como referente del socialismo en Francia. En 1965, se integra en la Federación de la Izquierda Democrática y Socialista (FGDS, Fédération de la gauche démocratique et socialiste) junto con radicales-socialistas, la Unión Democrática y Socialista de la Resistencia (UDSR), la Convención de Instituciones Republicanas de François Mitterrand y diversos grupos y clubs de izquierda no comunista. Tras las elecciones parlamentarias de 1968, la SFIO reconstituye su grupo parlamentario diferenciado y se presenta en solitario a la convocatoria de 1969, obteniendo un 5% de los votos.
Finalmente, ese mismo año, la SFIO participa junto con otros grupos socialistas en el Congreso de Issy-les-Moulineaux, en la creación del Partido Socialista.

## Resultados electorales

### Elecciones presidenciales
|  | 7.27 % |

|  | 8.03 % |

|  | 7.74 % |

|  | 13.80 % |

|  | 16.59 % |

|  | 51.19 % |

|  | 17.24 % |

|  | 37.77 % |

|  | 5.01 % |

### Elecciones legislativas
| Elecciones | # de votos     | % de escaños | # escaños | +/- | Gobierno  |
| ---------- | -------------- | ------------ | --------- | --- | --------- |
| 1906       | 877.221 (#4)   | 9,95%        | 54/585    | 61a | Gobierno  |
| 1910       | 1.110.561 (#4) | 13,23%       | 75/590    | 21  | Gobierno  |
| 1914       | 1.413.044 (#3) | 16,76%       | 102/602   | 27  | Oposición |
| 1919       | 1.728.663 (#2) | 21,22%       | 68/613    | 34  | Oposición |
| 1924       | 1.814.000 (#2) | 20,10%       | 104/552   | 36  | Gobierno  |
| 1928       | 1.708.972 (#3) | 18,05%       | 102/602   | 2   | Oposición |
| 1932       | 1.964.384 (#1) | 20,51%       | 132/607   | 30  | Gobierno  |
| 1936       | 1.955.306 (#2) | 19,90%       | 149/610   | 17  | Gobierno  |
| 1945       | 4.491.152 (#3) | 23,45%       | 146/586   | 3   | Gobierno  |
| Jun. 1946  | 4.187.747 (#3) | 21,14%       | 128/586   | 18  | Gobierno  |
| Nov. 1946  | 3.433.901 (#3) | 17,87%       | 102/627   | 26  | Gobierno  |
| 1951       | 2.894.001 (#3) | 15,39%       | 107/625   | 5   | Gobierno  |
| 1956       | 3.247.431 (#3) | 14,93%       | 95/595    | 12  | Gobierno  |
| 1958       | 3.167.354 (#3) | 15,50%       | 40/546    | 55  | Oposición |
| 1962       | 2.298.729 (#3) | 12,54%       | 65/465    | 25  | Oposición |
| 1967b      | 4.224.110 (#3) | 18,96%       | 114/487   | 49  | Oposición |
| 1968b      | 3.660.250 (#3) | 16,53%       | 57/487    | 57  | Oposición |

a Respecto al resultado de los Socialistas en 1902.
b Dentro de la FGDS.

## Datos relevantes

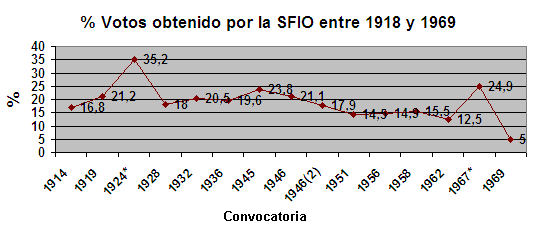
Evolución del electorado de la SFIO en las elecciones legislativas entre 1918 y 1969. (*) Se presentó en coalición, con radicales en 1924 y con las siglas FGDS en 1967.

### Secretarios generales
- Louis Dubreuilh (1905-1918)
- Ludovic-Oscar Frossard (1918-1920)
- Paul Faure (1920-1940)
- Daniel Mayer (1943-1946)
- Guy Mollet (1946-1969)

### Congresos importantes de la SFIO
- I Congreso Nacional, de Globe, en París (1905), también llamado Congreso de la unificación.
- XVIII Congreso Nacional, de Tours (1920), también llamado Congreso de la ruptura.
- XXX Congreso Nacional, de París (1933).
- Congreso de Issy-les-Moulinaux (1969), de fundación del Partido Socialista.